# Nagalapur
Nagalapur és una serra de poca altura al districte de Chingleput o Chengalpat a Tamil Nadu enllaçat amb les muntanyes Sattiawad pel nord i el grup de muntanyes Nagari per l'oest. La seva altura mitjana és de 550 metres i el punt més alt és de 775 metres.